# Aeroportul Aydın
Aeroportul Aydın (IATA: CII, ICAO: LTBD) este un aeroport din Aydın, Provincia Aydın, Turcia ce deservește zona Aydın. Aeroportul a fost tranzitat în 2021 de 0 pasageri. A fost numit după zona deservită.
Situat la o altitudine de 31 m, aeroportul dispune de o singură pistă. Este operat de Turkish Airlines.